# 魔暦
魔暦（まれき）または悪魔暦（あくまれき）とは、自らを悪魔とするアーティスト、デーモン閣下ないし聖飢魔IIの広める「悪魔教」が、地球征服を完了した年を紀元とする魔暦紀と称される擬似暦のことを指す。「悪魔地球暦」と称されることもある。

## 概要
魔暦元年は、和暦平成11年、皇紀2659年、西暦（グレゴリオ暦）1999年、イスラム暦（ヒジュラ紀純太陰暦）1420年、タイ仏暦2542年、ユダヤ暦5760年などにあたるが、地球上に存在する各暦については、デーモン閣下の忌み嫌う神仏等に由来するものがほとんどであるため、悪魔教においては原則として使用しない。日付に関しては基本的にグレゴリオ暦に準じている。
魔暦紀元前はB.D.（Before Demon）、魔暦紀元後はD.C.（Devil's Calendar）と呼称する。しばしば、教祖のデーモン閣下の発生日（生誕日）が魔暦元年であると誤解されることがあるが、これは誤り。デーモン閣下の本当の発生日は、（自称）魔暦紀元前100,036年（西暦B.C.98,038年）11月10日である。
なお、予定通り魔暦元年に多数の信者（ファン）獲得を達成して地球征服が完了したことにより布教機関『聖飢魔II』の活動は停止された。

## 悪魔干支
悪魔暦の干支は13年周忌（「周期」の意味だがこう表記する）となっており、魔暦元年（1999年）から「悪魔干支」として、順に怪奇植物・人魚・夜叉・妖精・河童・ツチノコ・三ツ首竜・鵺（ぬえ）・一角獣・モグラザメ・化猫・蝦蟇（がま）・火の鳥とする13支が採用されている。
デーモン閣下が特撮ファンであることから、「怪奇植物」は『ウルトラマン』に登場するスフランまたはグリーンモンス、「三ツ首竜」はキングギドラと思われる。「火の鳥」と呼ばれる鳥はいくつかあるが、ストラヴィンスキーの舞台『兵士の物語』 に出演経験があること、聖飢魔IIの楽曲に「火の鳥～FIRE BIRD～」というタイトルがあることから、ストラヴィンスキー『火の鳥』のテーマとなったロシアの伝説上の鳥ジャール・プチーツァ（英語名のファイヤーバードでも知られる）であるという説もある。
十二支に相当するものは以上の十三支だが、十干に相当するものと併用するかは明らかにされていないため、何年周期で還暦するかどうかは不明。

## 魔暦・西暦および悪魔干支の対照表
| 魔 暦    | 西 暦  | 悪魔干支   | （生年別干支早見）                               |
| -------- | ------ | ---------- | ------------------------------------------------ |
| B.D.9年  | 1990年 | 河童       | 2016, 2003, 1990, 1977, 1964, 1951, 1938, 1925 … |
| B.D.8年  | 1991年 | つちのこ   | 2017, 2004, 1991, 1978, 1965, 1952, 1939, 1926 … |
| B.D.7年  | 1992年 | 三ツ首竜   | 2018, 2005, 1992, 1979, 1966, 1953, 1940, 1927 … |
| B.D.6年  | 1993年 | 鵺         | 2019, 2006, 1993, 1980, 1967, 1954, 1941, 1928 … |
| B.D.5年  | 1994年 | 一角獣     | 2020, 2007, 1994, 1981, 1968, 1955, 1942, 1929 … |
| B.D.4年  | 1995年 | モグラザメ | 2021, 2008, 1995, 1982, 1969, 1956, 1943, 1930 … |
| B.D.3年  | 1996年 | 化猫       | 2022, 2009, 1996, 1983, 1970, 1957, 1944, 1931 … |
| B.D.2年  | 1997年 | 蝦蟇       | 2023, 2010, 1997, 1984, 1971, 1958, 1945, 1932 … |
| B.D.1年  | 1998年 | 火の鳥     | 2024, 2011, 1998, 1985, 1972, 1959, 1946, 1933 … |
| D.C.1年  | 1999年 | 怪奇植物   | 2025, 2012, 1999, 1986, 1973, 1960, 1947, 1934 … |
| D.C.2年  | 2000年 | 人魚       | 2026, 2013, 2000, 1987, 1974, 1961, 1948, 1935 … |
| D.C.3年  | 2001年 | 夜叉       | 2027, 2014, 2001, 1988, 1975, 1962, 1949, 1936 … |
| D.C.4年  | 2002年 | 妖精       | 2028, 2015, 2002, 1989, 1976, 1963, 1950, 1937 … |
| D.C.5年  | 2003年 | 河童       |                                                  |
| D.C.6年  | 2004年 | つちのこ   |                                                  |
| D.C.7年  | 2005年 | 三ツ首竜   |                                                  |
| D.C.8年  | 2006年 | 鵺         |                                                  |
| D.C.9年  | 2007年 | 一角獣     |                                                  |
| D.C.10年 | 2008年 | モグラザメ |                                                  |
| D.C.11年 | 2009年 | 化猫       |                                                  |
| D.C.12年 | 2010年 | 蝦蟇       |                                                  |
| D.C.13年 | 2011年 | 火の鳥     |                                                  |
| D.C.14年 | 2012年 | 怪奇植物   |                                                  |
| D.C.15年 | 2013年 | 人魚       |                                                  |
| D.C.16年 | 2014年 | 夜叉       |                                                  |
| D.C.17年 | 2015年 | 妖精       |                                                  |
| D.C.18年 | 2016年 | 河童       |                                                  |
| D.C.19年 | 2017年 | つちのこ   |                                                  |
| D.C.20年 | 2018年 | 三ツ首竜   |                                                  |
| D.C.21年 | 2019年 | 鵺         |                                                  |
| D.C.22年 | 2020年 | 一角獣     |                                                  |
| D.C.23年 | 2021年 | モグラザメ |                                                  |
| D.C.24年 | 2022年 | 化猫       |                                                  |
| D.C.25年 | 2023年 | 蝦蟇       |                                                  |
| D.C.26年 | 2024年 | 火の鳥     |                                                  |
| D.C.27年 | 2025年 | 怪奇植物   |                                                  |